# Hiroyuki Tazawa
Hiroyuki Tazawa (田沢 浩之 Tazawa Hiroyuki?,  nacido el 29 de abril de 1978 en Kanagawa) es un exfutbolista japonés. Jugaba de defensa y su último club fue el Vegalta Sendai de Japón.

## Trayectoria

### Clubes
| Club                | País  | Año         |
| ------------------- | ----- | ----------- |
| Yokohama F. Marinos | Japón | 1999        |
| Vegalta Sendai      | Japón | 2000 - 2001 |